# 長善寺 (徳島県東みよし町)

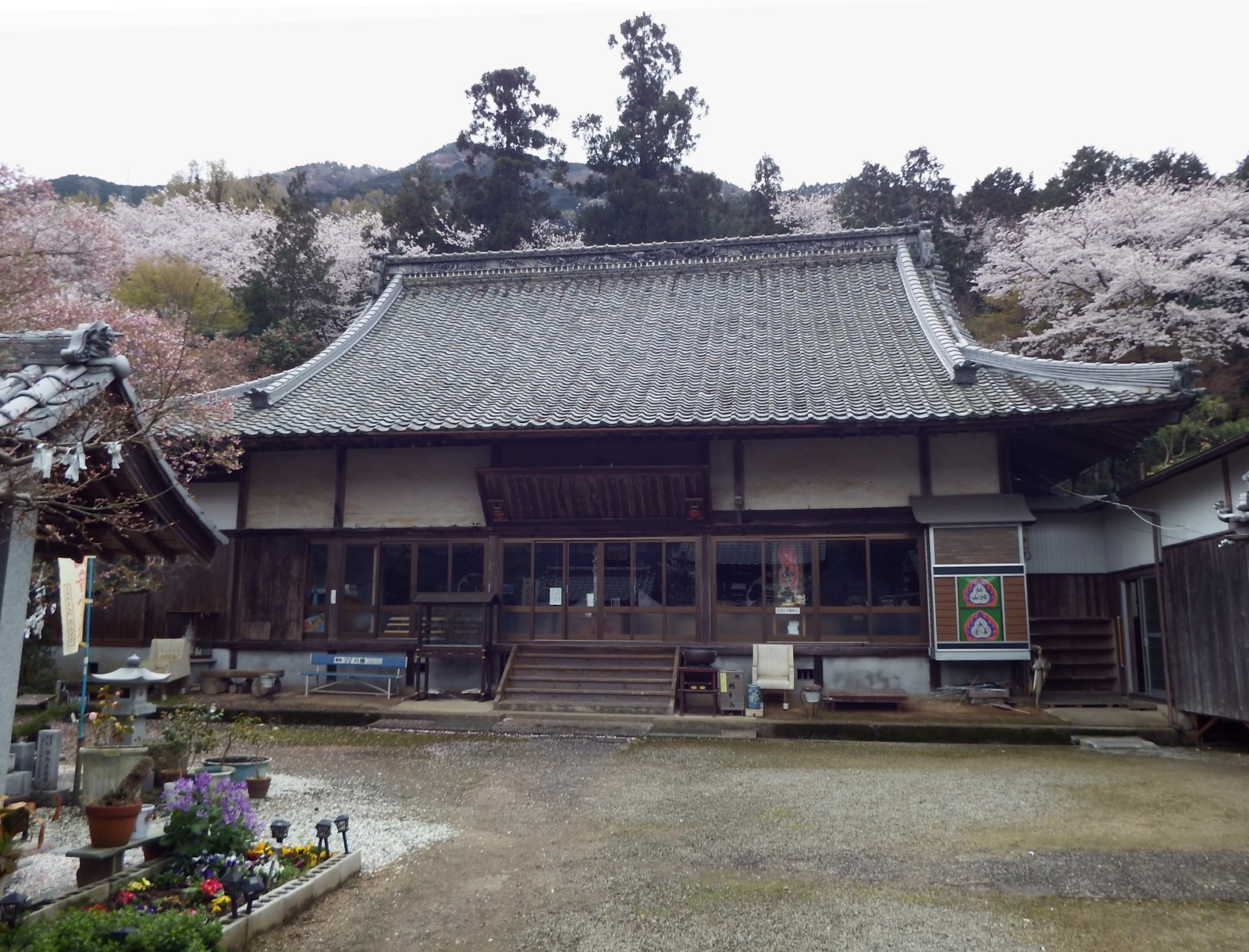
本堂

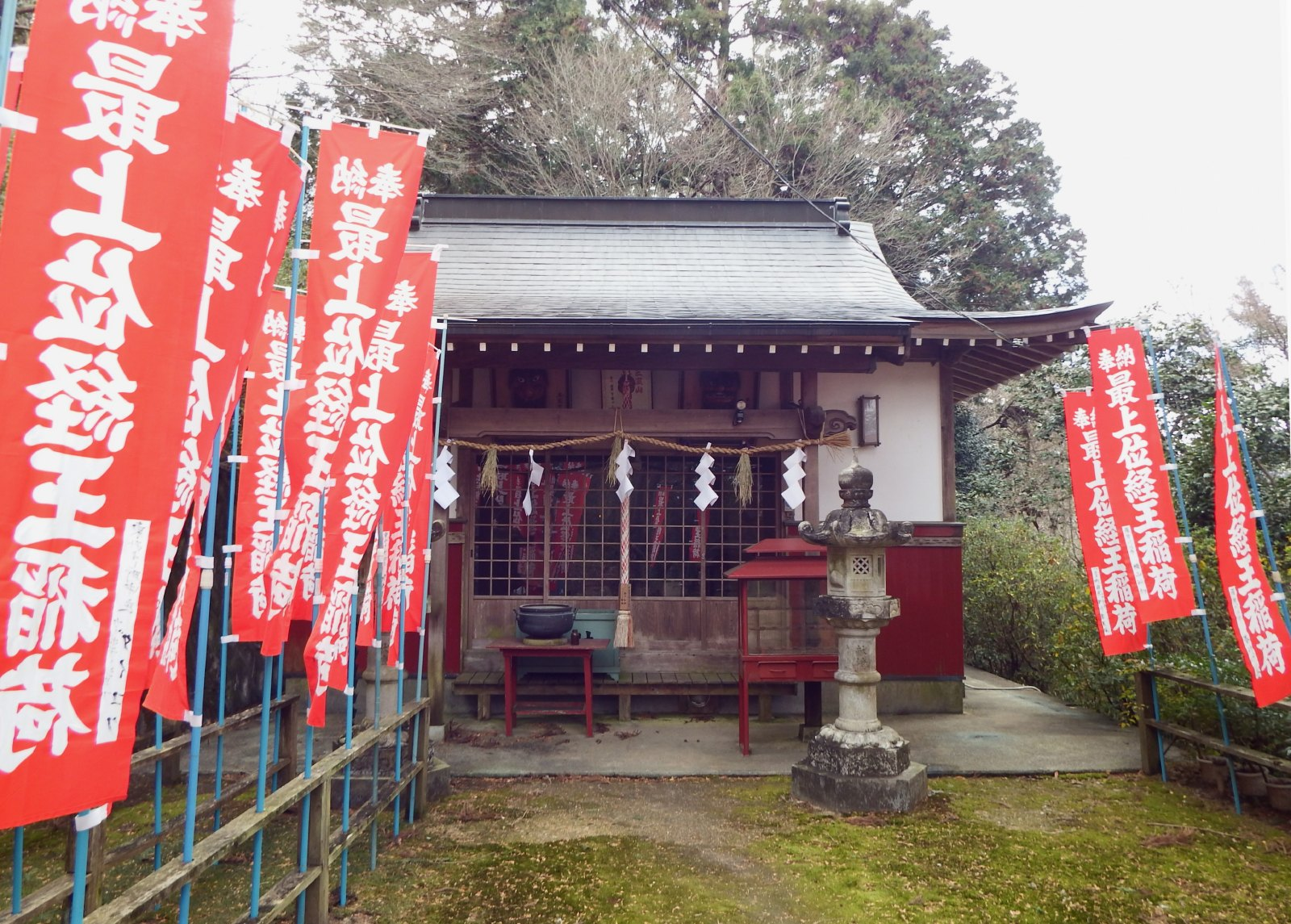
稲荷社

長善寺（ちょうぜんじ）は徳島県三好郡東みよし町にある真言宗御室派の寺院。中本寺(ちゅうほんじ)　駅路山(えきろざん)と号す。本尊は虚空蔵菩薩。四国三十六不動霊場第8番札所、阿波西国三十三観音霊場（西部）第11番の札所。
- 御詠歌：やまかげを　もれいてみゆる　長善寺　佛のちかい　なおもたのもし

## 概要
開山は空海が開基したと伝えられる。七堂伽藍を構えていたが、1586年（天正12年）に出火により灰塵に帰すも、翌年に良玄僧正が再建した。その後、真言宗の中本寺として、蜂須賀阿波守の祈願所として録十石を賜り、1598年（慶長3年）に蜂須賀家政により伊予街道の駅路寺に指定された。現在の本堂は1849年（嘉永2年）火災で焼失するも宥譲上人により1860年に再建された。

## 伽藍
- 赤い鳥居
- 鐘楼門
- 本堂：本尊は虚空蔵菩薩。向かって左端部が護摩堂になっており、四国不動霊場参拝者はその方向に向かって不動明王を拝む。その不動明王は藤原時代より腫れ物や出来物にお陰のありと崇められたが、今では腫れ物の一種である癌除けにも霊験あり「ガン除け不動尊」と云われている。
- 三宝山稲荷社：本堂より上の段にあり、最上位稲荷を祀る。商工農産の祈願所となっている。
- 不動奥之院：稲荷社のさらに上段にあり、柴燈護摩の広場になっている。
- 駐車場：大型バスは国道192号脇に、ワゴン車以下進入可能で本堂横にあり、無料。

## 文化財
重要文化財
- 絹本著色文殊菩薩像・金剛薩埵像：共に鎌倉時代の作品で、京都国立博物館に寄託。明治43年08年29日指定[2][3][4][5]。

町有形文化財
- 駅路寺文書 一通：1598年（慶長3年）に蜂須賀家政は藩内主街道（阿波五街道）に沿った真言宗八ヶ寺を駅路寺と定めたが、そのとき出された「定書」を「駅路寺」文書と呼んでいる。本件は当寺に宛てたもの。昭和57年7月20日指定[5]。

## 交通アクセス
鉄道
- 四国旅客鉄道（JR四国） 徳島線 – 三加茂駅下車 (100 m)

## 前後の札所
四国三十六不動霊場
7番 加茂不動院の福性寺 --(4.5 km 車10分)-- 8番 長善寺 --(21 km 車40分)-- 9番 明王院

## 周辺
- 特別天然記念物「加茂の大クス」当寺から約1km。

## 参考資料
- 徳島県三好郡 編『三好郡志』1924年。NDLJP:978767。
- 徳島県三好郡役所 編『三好郡志』名著出版、1972年（原著1924年）。全国書誌番号:73010658。